# 多花桉
多花桉（学名：Eucalyptus polyanthemos）为桃金娘科桉属下的一个种。

## 扩展阅读
維基物種上的相關：多花桉